# Tu trouveras... 10 ans de succès
Tu Trouveras... 10 Ans de Succès es el séptimo álbum de la cantante franco-canadiense Natasha St-Pier y su primer recopilatorio, que salió a la venta a finales de noviembre de 2008. El primer sencillo del álbum, "L'instant T", es una canción completamente inédita.